# San Martín de Riudeperas

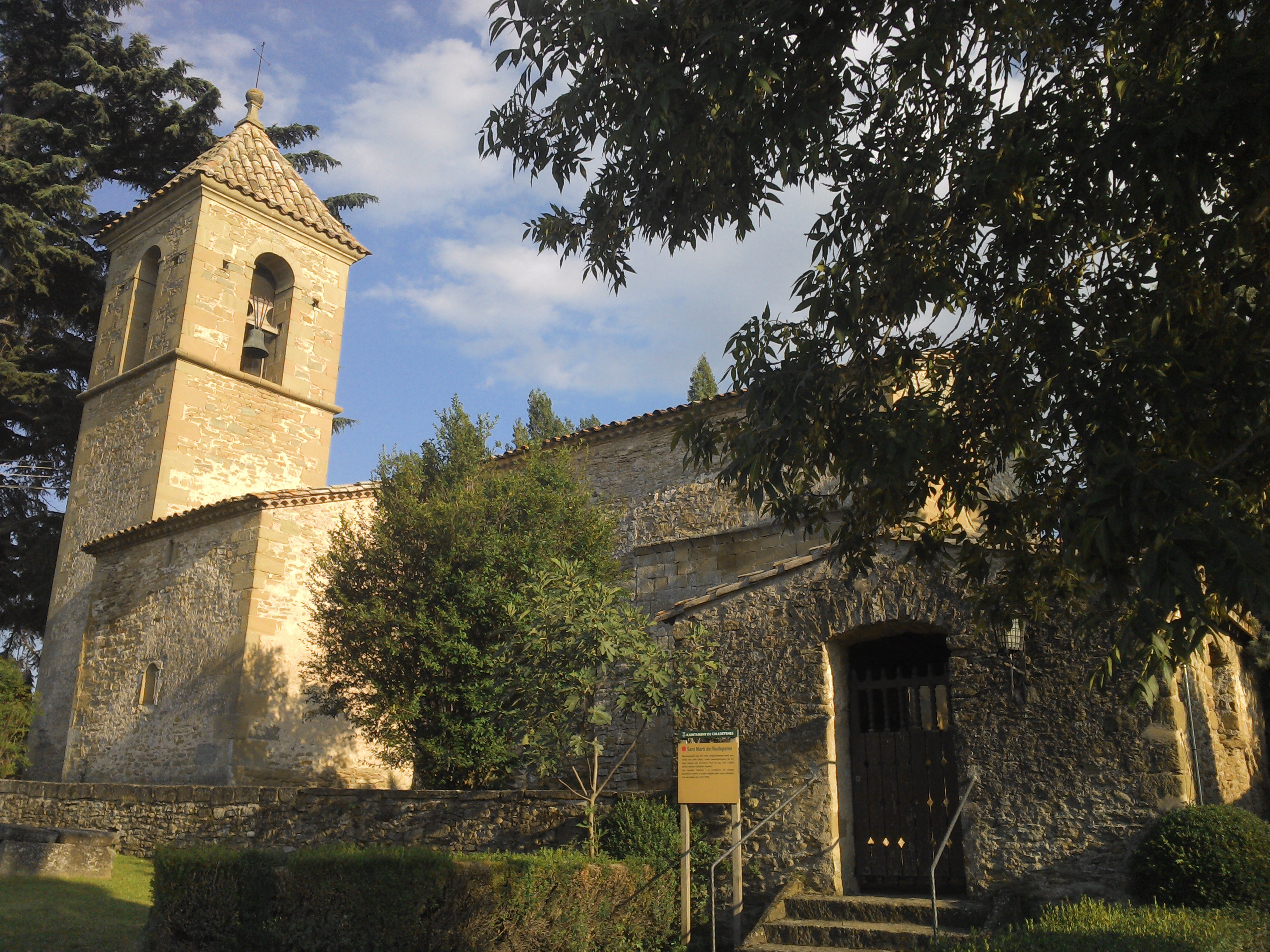
Iglesia de San Martín de Riudeperas

San Martín de Riudeperas (oficialmente y en catalán Sant Martí de Riudeperes) es una localidad que forma parte del municipio de Calldetenes, en la comarca de Osona, provincia de Barcelona, España. Se halla al este del término municipal, junto a la carretera BV-5201 que la conecta con San Julián de Vilatorta por el este y con Calldetenes y Vich por el oeste. 
Su población a 1 de enero de 2009 era de 134 habitantes (81 varones y 53 mujeres).

## Historia
El lugar aparece documentado por primera vez en 949 (Rivo petrarum). Las iglesias de San Martín y de Santo Tomás están documentadas desde el siglo XI. Originariamente era el centro administrativo del municipio hasta que fue desplazado por el núcleo de Calldetenes. El antiguo monasterio de Santo Tomás acoge actualmente un centro de ámbito comarcal para personas con deficiencias.

## Lugares de interés
- Iglesia de San Martín de Riudeperas, de origen románico.
- Monasterio de Santo Tomás de Riudeperas, de origen románico.